# Divisional Collecting Post Cemetery and Extension
Divisional Collecting Post Cemetery and Extension is een Britse militaire begraafplaats met gesneuvelden uit de Eerste Wereldoorlog, gelegen in het Belgische dorp Sint-Jan, een deelgemeente van Ieper. De begraafplaats werd ontworpen door Reginald Blomfield met medewerking van William Cowlishaw en wordt onderhouden door de Commonwealth War Graves Commission. Ze ligt aan de Hogeziekenweg op 2,5 km ten noorden van het centrum van Ieper. Het terrein heeft een rechthoekig grondplan met een oppervlakte van 2.690 m² en wordt omringd door een bakstenen muur. Twee metalen hekjes vormden de toegangen. Daartussen staat de Stone of Remembrance geflankeerd door twee schuilhuisjes. Aan de noordzijde staat het Cross of Sacrifice.
Er worden 765 doden (waaronder 512 niet geïdentificeerde) herdacht.

## Geschiedenis
Collecting Post Cemetery and Extension bestaat eigenlijk uit twee begraafplaatsen die pas in 2001 bijeengevoegd werden. De oorspronkelijke begraafplaats bestaat uit de rijen B tot E in perk I en werd in augustus 1917 (Derde Slag om Ieper) gestart door de hulpposten van de 48th (South Midland) Division en 58th (2/1st London) Division. Het laatste slachtoffer werd er begraven in januari 1918. Toen telde de begraafplaats 86 Britse graven en 1 Duits graf. Tussen 1924 en 1926 werd de uitbreiding (Extension) aangelegd met doden uit de omliggende slagvelden en kleinere begraafplaatsen zoals Deerlijk Churchyard (20 Britten) in Deerlijk, De Voorstraat German Cemetery (No 50) (2 Britten) bij Zandvoorde, Houthulst Forest Chateau West Cemetery (2 Britten) in Houthulst en Westrozebeke Churchyard (9 Britten) in Westrozebeke.
Er liggen 581 Britten (waaronder 381 niet-geïdentificeerde), 75 Canadezen (waaronder 19 niet-geïdentificeerde), 102 Australiërs (waaronder 71 niet-geïdentificeerde), 5 Nieuw-Zeelanders (waaronder 2 niet-geïdentifeceerde), 1 niet-geïdentificeerde Zuid-Afrikaan en 1 niet-geïdentificeerde Duitser. Voor 2 Britten werden Special Memorials opgericht omdat zij oorspronkelijk op het Westroozebeke Churchyard begraven lagen, waar hun graven door oorlogsgeweld werden vernield en niet meer teruggevonden.
De begraafplaats werd in 2009 als monument beschermd.

## Graven

### Onderscheiden militairen
- Geoffrey Maynard Evans, kapelaan bij het Army Chaplains' Department werd onderscheiden met het Military Cross (MC).
- de sergeanten Robert B. Milligan, Innis McKay en W. Little, korporaal Herbert James Humphries, de kanonniers Alexander Watson en Charles Walter Whetstone en soldaat Walter Hugh Montgomery Rankin Black ontvingen de Military Medal (MM).

### Aliassen
- sergeant Frederick Alfred Maull diende onder het alias F.A. Moore bij het South Staffordshire Regiment.
- soldaat Edward Neville Carroll diende onder het alias Edward Neville McGill bij de Canadian Infantry.

### Minderjarige militair
- Clarence E. Bartlett, soldaat bij de Canadian Infantry was 17 jaar toen hij op 10 juni 1916 sneuvelde.